# Aalborg
Aalborg (kiejtése kb.: ólborg  kiejtése) kikötőváros Dániában. Neve 1948 és 1984 között az új helyesírás szerint hivatalosan Ålborg volt, de a lakosság ellenállása miatt visszanevezték. 123 432 lakosával az ország negyedik legnépesebb települése. Az azonos nevű Aalborg község és Nordjylland régió székhelye. Evangélikus püspökség központja.

## Földrajz
Északkelet-Jyllandon, az itt csak 630 m széles Limfjord déli partján található. A Limfjord túlsó oldalával és a tőle 6,3 km-re fekvő Nørre-Sundlyval két híd köti össze.

## Népesség
| Lakosok száma | 4181 | 5579 | 10 069 | 19 503 | 48 239 | 96 436 | 114 302 | 119 157 | 121 540 | 113 417 |
|               | 1672 | 1801 | 1860   | 1890   | 1921   | 1960   | 1981    | 1994    | 2006    | 2017    |

## Történelem
A város területe bizonyosan több, mint ezer éve lakott, és kedvező fekvése miatt kereskedelmi központ volt. A város első említése (Alabu) egy 1040-ben vert pénzérmén látható. A középkorban folyamatosan fejlődött, és újabb lendületet kapott, amikor 1516-ban monopóliumot kapott a sózott hering kereskedelmére. 1342-ben kapott városi kiváltságokat, püspökségét 1554-ben alapították.

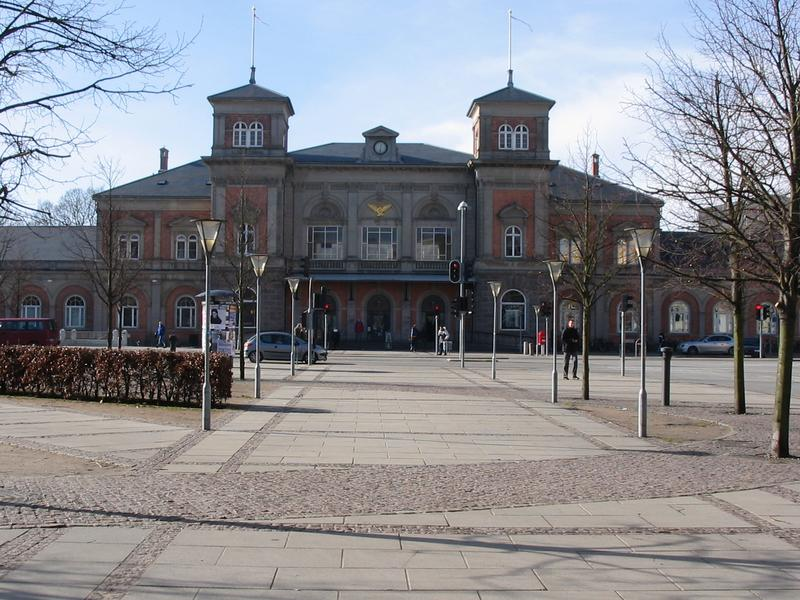
A pályaudvar

A 19. század végén külföldi kereskedelme a 60000, a belföldi a 25000 tonnát meghaladta. Kereskedelmi flottája 104 hajóból állt. Lakosainak száma 1890-ben 19 500, 1955-ben 111 000 volt.

## Gazdaság
Aalborg napjainkban is fontos ipari és kereskedelmi központ, jóllehet az elmúlt években számos meghatározó iparág hagyta el a várost vagy csőd, vagy a termelés külföldre költöztetése miatt.
Itt van a Danish Distillers nevű szeszipari cég központja, amely az Aalborg Akvavit nevű termékéről híres. Ez a cég Skandinávia legnagyobb égetett szesz előállítója és a világ legnagyobb akvavit gyártója. 2015 tavaszán a termelést Norvégiába (Oslo mellé) költöztetik. Aalborgban a gyár helyén egy élményközpont és egy új ízeket kifejlesztő mini lepárlóüzem marad.
A távközlési iparág az Aalborgi Egyetem kutatási potenciáljára támaszkodik.
Az Aalborg Industries a világ legnagyobb hajózási gőzfejlesztő gyártója.

## Közlekedés
Aalborg repülőtere az Aalborgi repülőtér.

## Turizmus
- Aalborghus kastély (Aalborghus Slot): részben favázas 16. századi kastély és néhány régi ház a festői óvárosban
- Jens Bang háza: ötemeletes reneszánsz ház, amelyet egy módos kereskedő emelt
- Budolfi templom: a 18. század közepén épült
- Aalborgtårnet: háromlábú acéltorony, ahonnan szép kilátás nyílik a városra és a fjordra
- Aalborgi karnevál: Észak-Európa legnagyobb karneválja minden év 21. hetének végén
- Jomfru Ane Gade: kocsmáiról nevezetes sétálóutca

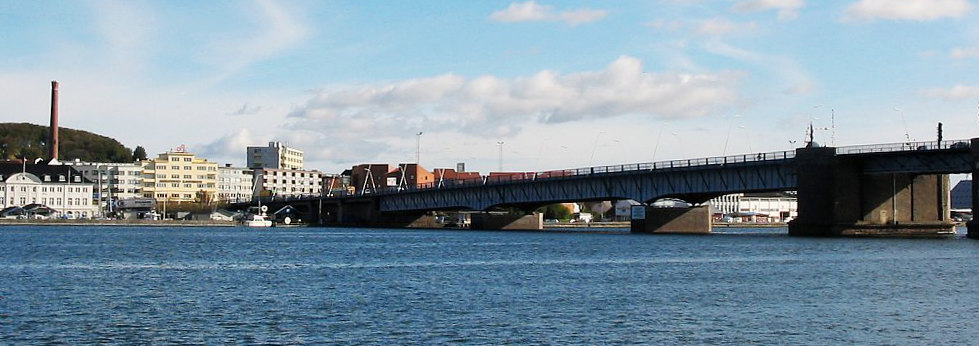
Híd a Limfjord felett Aalborgnál

## Testvérvárosok
Dánia települései közül Aalborgnak van a legtöbb testvérvárosa, összesen 26.
| - Almere, Hollandia - Antibes, Franciaország - Bodrum, Törökország - Büdelsdorf, Németország - Edinburgh, Skócia - Fredrikstad, Norvégia - Fuglafjørður, Feröer - Galway, Írország - Gdynia, Lengyelország - Haifa, Izrael - Hefei, Kína - Húsavík, Izland - Innsbruck, Ausztria - Kalinyingrád, Oroszország - Karlskoga, Svédország - Lancaster, Anglia - Lerum, Svédország - Liperi, Finnország | - Norðurþing, Izland - Nuuk, Grönland - Orsa, Svédország - Orust, Svédország - Ośno Lubuskie, Lengyelország - Puskin, Oroszország - Racine, USA - Solvang, USA - Rapperswil, Svájc - Rendalen, Norvégia - Rendsburg, Németország - Wismar, Németország - Riga, Lettország - Riihimäki, Finnország - Scoresbysund, Grönland - Tulcsa, Románia - Várna, Bulgária - Vilnius, Litvánia |